# Michelangiolo Bertolotto il Giovane
Michelangiolo Bertolotto, noto come Michelangiolo il Giovane per distinguerlo dal nonno Michelangiolo il Vecchio (Genova, ... – Genova, 1776), è stato un pittore e restauratore italiano.

## Biografia
Nato verso la fine del XVII secolo, Michelangiolo fu l'ultimo rappresentante di una famiglia di pittori genovesi che si protrasse per quattro generazioni: era difatti pronipote di Filippo, nipote di Michelangiolo il Vecchio e figlio primogenito di Giovanni Lorenzo.
Michelangiolo fu noto soprattutto come abile restauratore e collezionista d'arte.
Alcune sue opere, certe od attribuite, sono conservate presso edifici religiosi a Piacenza.